# Kinga Preisová
Kinga Anna Preisová (* 31. srpna 1971 ve Vratislavi) je polská herečka.
V roce 1996 dostudovala Akademii divadelního umění Ludwika Solského. V roce 2010 byla Preisová vyznamenána Zlatým křížem za zásluhy. Za své úspěšné role dostala čtyři polské filmové ceny (12 nominací).